# Meledonus latipennis
Meledonus latipennis là một loài ruồi trong họ Tachinidae.